# Eisenbahnunfall von Sant Andreu de la Barca
Bei dem Eisenbahnunfall von Sant Andreu de la Barca stießen am 28. Februar 1977 zwei Züge des Vorortverkehrs von Barcelona der Ferrocarriles de Cataluña, S.A. (FFCC) beim Bahnhof Sant Andreu de la Barca, Katalonien, zusammen. 22 Menschen starben.

## Ausgangslage
Ein Zug war von Matorell nach Barcelona auf der eingleisigen, elektrifizierten Strecke unterwegs, der andere in der Gegenrichtung von Barcelona nach Igualada. Die Züge waren mit etwa 300 Reisenden besetzt. Viele von ihnen waren Arbeiter eines Seat-Autowerkes, die von der Frühschicht nach Hause fuhren.

## Unfallhergang
An der Ausfahrt des Bahnhofs Sant Andreu de la Barca übersah der Lokomotivführer des in Richtung Barcelona fahrenden Zuges das „Halt“ zeigende Ausfahrsignal und überfuhr es. Dies führte dazu, dass automatisch der Fahrstrom abgeschaltet wurde, aber nicht zu einer Zwangsbremsung. 100 Meter weiter prallten die beiden Züge aufeinander. Eine der Lokomotiven wurde auf durch die Wucht des Aufpralls auf eine parallel verlaufende Straße geschleudert.

## Folgen
22 Menschen starben, darunter auch beide Lokomotivführer. Mindestens 85 weitere wurden verletzt.